# Molenbeek-Saint-Jean
Molenbeek-Saint-Jean [molənbeːk sɛ̃ ʒɑ̃] (franska) eller Sint-Jans-Molenbeek (fil) [sɪn ˈcɑns ˈmoːlə(m)ˌbeːk] (nederländska) är en av de 19 kommunerna i huvudstadsregionen Bryssel i Belgien. Kommunen ligger i regionens nordvästra del och har cirka 97 979 invånare (2020).
Den gränsar till kommunerna Anderlecht, Berchem-Sainte-Agathe, Bryssel, Dilbeek, Jette och Koekelberg.